# وزارة الصحة (سنغافورة)
وزارة الصحة (وزارة الصحة ، (بالملايوية: Kementerian Kesihatan)‏؛ (بالصينية: 卫生部)؛ (بالتاميلية: சுகாதார அமைச்சு)‏ هي وزارة تابعة لحكومة سنغافورة مسؤولة عن إدارة نظام الرعاية الصحية العامة في سنغافورة.

## أنظر أيضا
- الرعاية الصحية في سنغافورة

## وصلات خارجية
- الموقع الرسمي